# Anton Steiner
Pour les articles homonymes, voir Steiner.
Anton Steiner, né le 20 septembre 1958 à Lienz, est un skieur alpin autrichien.

## Palmarès

### Jeux olympiques
| Édition / Épreuve   | Descente | Super G                          | Slalom géant | Slalom      | Combiné                          |
| ------------------- | -------- | -------------------------------- | ------------ | ----------- | -------------------------------- |
| JO 1976 Innsbruck   | Abandon  | Épreuve inexistante à cette date | —            | 22e         | Épreuve inexistante à cette date |
| JO 1980 Lake Placid | —        | Épreuve inexistante à cette date | 18e          | 7e          | Épreuve inexistante à cette date |
| JO 1984 Sarajevo    | Bronze   | Épreuve inexistante à cette date | Abandon      | Disqualifié | Épreuve inexistante à cette date |
| JO 1988 Calgary     | 7e       | —                                | —            | —           | —                                |

### Championnats du monde
| Édition / Épreuve                    | Descente | Super G                          | Slalom géant | Slalom  | Combiné     |
| ------------------------------------ | -------- | -------------------------------- | ------------ | ------- | ----------- |
| JO 1976 Innsbruck                    | Abandon  | Épreuve inexistante à cette date | —            | 22e     | —           |
| Mondiaux 1978 Garmisch-Partenkirchen | —        | Épreuve inexistante à cette date | 14e          | 4e      | Non-partant |
| JO 1980 Lake Placid                  | —        | Épreuve inexistante à cette date | 18e          | 7e      | Non-partant |
| Mondiaux 1982 Schladming             | —        | Épreuve inexistante à cette date | —            | Abandon | Bronze      |
| Mondiaux 1985 Bormio                 | Abandon  | Épreuve inexistante à cette date | —            | —       | Disqualifié |
| Mondiaux 1987 Crans-Montana          | —        | —                                | —            | —       | 14e         |

### Coupe du monde
- Meilleur résultat au classement général : 5e en 1980 et 1984
  - 5 victoires : 2 descentes et 3 combinés

| Année/Classement | Général | Général | Descente | Descente | Super G | Super G | Géant  | Géant  | Slalom | Slalom | Combiné | Combiné |
| Année/Classement | Class.  | Points  | Class.   | Points   | Class.  | Points  | Class. | Points | Class. | Points | Class.  | Points  |
| ---------------- | ------- | ------- | -------- | -------- | ------- | ------- | ------ | ------ | ------ | ------ | ------- | ------- |
| 1976             | 16e     | 50      | 13e      | 20       | -       | -       | 14e    | 6      | -      | -      | 5e      | 22      |
| 1977             | 27e     | 33      | 15e      | 18       | -       | -       | -      | -      | -      | -      | -       | -       |
| 1978             | 39e     | 11      | -        | -        | -       | -       | -      | -      | 15e    | 11     | -       | -       |
| 1979             | 7e      | 107     | 33e      | 10       | -       | -       | 14e    | 33     | 14e    | 42     | -       | -       |
| 1980             | 5e      | 130     | 20e      | 14       | -       | -       | 20e    | 15     | 9e     | 49     | 3e      | 60      |
| 1982             | 40e     | 34      | -        | -        | -       | -       | -      | -      | 11e    | 34     | -       | -       |
| 1984             | 5e      | 148     | 7e       | 67       | -       | -       | 38e    | 4      | 19e    | 23     | 3e      | 54      |
| 1985             | 27e     | 63      | 9e       | 57       | -       | -       | 51e    | 2      | 42e    | 4      | -       | -       |
| 1986             | 18e     | 109     | 8e       | 71       | 24e     | 6       | -      | -      | -      | -      | 8e      | 32      |
| 1987             | 50e     | 19      | 18e      | 20       | -       | -       | -      | -      | -      | -      | -       | -       |
| 1988             | 40e     | 29      | 16e      | 29       | -       | -       | -      | -      | -      | -      | -       | -       |

#### Détail des victoires
| Édition / Épreuve | Descente           | Combiné                | Total |
| 1979              | -                  | Kitzbühel              | 1     |
| 1980              | -                  | / Lake Louise/Chamonix | 1     |
| 1984              | -                  | Kitzbühel              | 1     |
| 1986              | Morzine I Whistler | -                      | 2     |
| Total             | 2                  | 3                      | 5     |

### Arlberg-Kandahar
- Vainqueur du Kandahar 1980 à Lake Louise/Chamonix
  - Vainqueur de la descente 1986 à Morzine